# Burlington Arcade

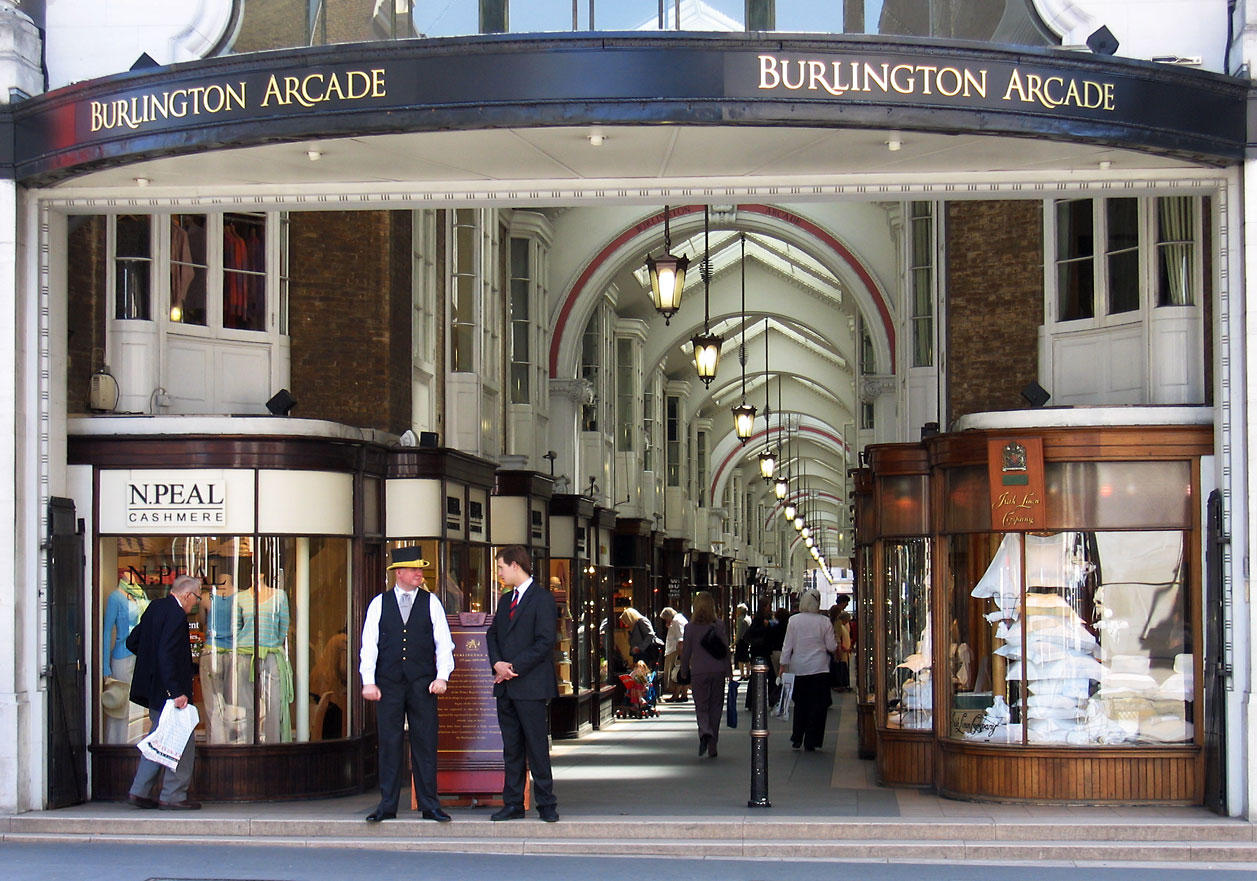
Entrada norte a la Burlington Arcade, con sus bedeles.

Burlington Arcade es una galería comercial cubierta situada en Londres que discurre desde Piccadilly hasta Burlington Gardens, detrás de Bond Street. Es uno de los precursores de las galerías comerciales europeas de mediados del siglo XIX y por tanto también de los modernos centros comerciales. La Burlington Arcade se construyó "para la venta de joyas y artículos de lujo de moda, para satisfacción del público".
La galería fue construida por órdenes de Lord George Cavendish, hermano pequeño del 5º Duque de Devonshire, quien había heredado la adyacente Burlington House, en lo que era el jardín lateral de la casa y según algunos lo hizo para evitar que los transeúntes tiraran conchas de ostras y otros restos por encima de la pared de su casa. Fue diseñada por el arquitecto Samuel Ware y se inauguró el 20 de marzo de 1819. Consiste en un pasillo recto iluminado por el techo y rodeado por setenta y dos pequeñas unidades de dos plantas. Algunas de las unidades se han combinado desde entonces, reduciendo el número de tiendas a unas cuarenta. La laboriosa fachada de Piccadilly, en estilo tardío del manierismo victoriano, se construyó a principios del siglo XX.

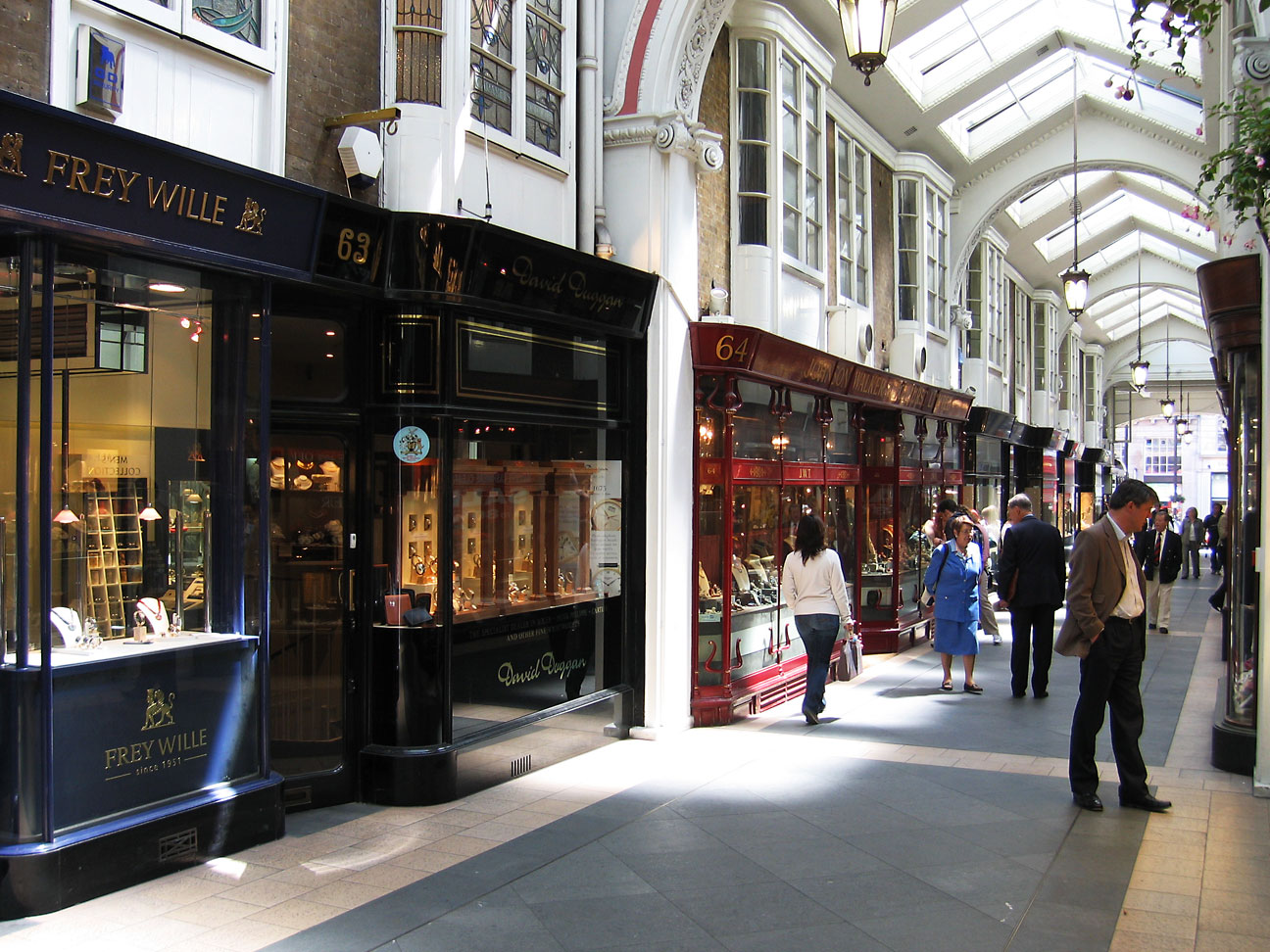
Escaparates de tiendas dentro de la galería

La galería peatonal, que tiene elegantes escaparates uniformes bajo una cubierta de cristal, ha sido desde siempre un lugar de comercios de lujo. Está vigilada por bedeles con uniformes tradicionales con sombreros de copa alta y levitas. Los bedeles originales eran todos miembros del regimiento de Lord George Cavendish, el 10th Hussars. Los bedeles prohíben el público general de cantar, silbar, correr o portar un paraguas abierto o los paquetes grandes en la galería. 
Entre las tiendas actuales están una amplia gama de tiendas de ropa, calzado y accesorios, vendedores de arte y antigüedades y los joyeros y vendedores de plata antigua por lo que es célebre la galería.

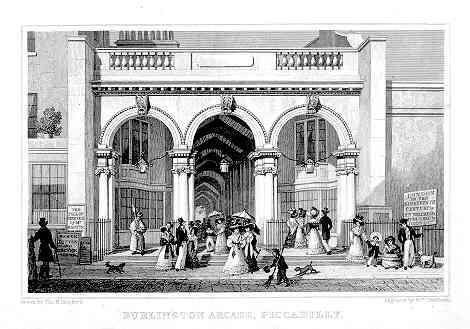
La entrada de Piccadilly de Burlington Arcade en 1827-1828.

La Burlington Arcade fue el exitoso prototipo de mayores galerías comerciales de vidrio, desde las Galeries Royales Saint-Hubert de Bruselas y The Passage de San Petersburgo, la primera de las grandes galerías de Europa, hasta la Galleria Umberto I de Nápoles o la Galleria Vittorio Emanuele II de Milán.
La atmósfera sosegada de Burlington Arcade se interrumpió en 1964 cuando un Jaguar Mark X entró en la galería, dispersando a los peatones, y salieron de él seis hombres enmascarados, que rompieron las ventanas de la tienda de la Goldsmiths and Silversmiths Association ("Asociación de Orfebres y Plateros") y robaron joyas con un valor de 35 000 libras. Nunca fueron capturados.
En 2012, The Telegraph informó de que la Burlington Arcade es propiedad de la empresa de inversión inmobiliaria holandesa con sede en Londres Meyer Bergman.

## En la cultura popular
Beadle of Burlington (en inglés, "Bedel de Burlington") es una línea del libreto de la opereta de Gilbert & Sullivan Patience (1881).
La Arcade se usó como lugar de grabación en el primer episodio de la serie de televisión danesa Borgen.
Burlington Arcade no se usó como lugar de grabación para la película de 1998 "Tú a Londres y yo a California", sino que se usó la Royal Arcade en New Bond Street W1.
Burlington Arcade se usó como lugar de grabación en The Veiled Lady, una producción de 1990 de la historia corta homónima de Agatha Christie.